# Rodolfo Di Biasio

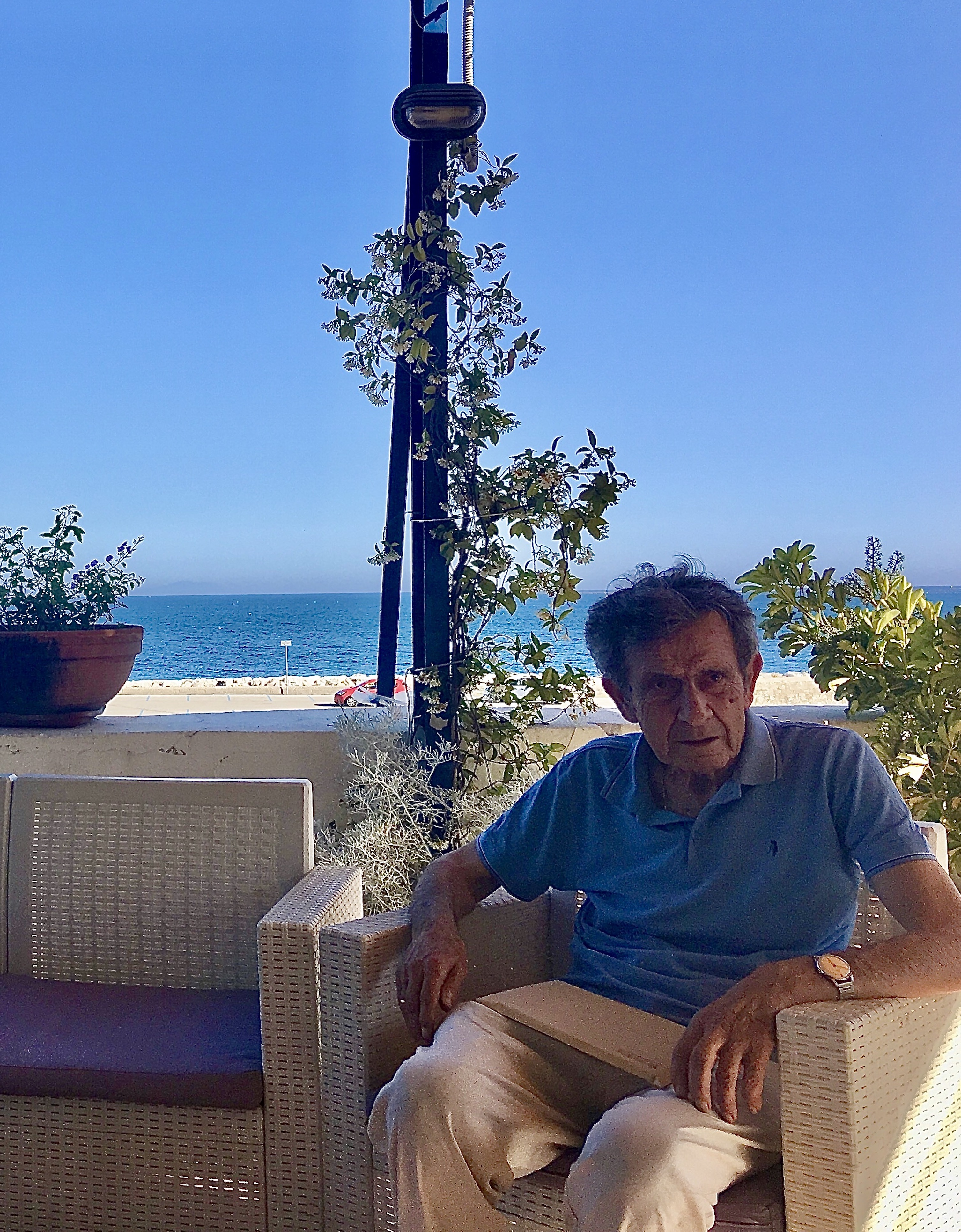
Rodolfo Di Biasio a Formia

Rodolfo Di Biasio (Ventosa, 1937 – Formia, 19 novembre 2021) è stato un poeta e scrittore italiano.

## Biografia
Di Biasio conseguì la Laurea in Lettere Classiche presso l'Università Federico II di Napoli nel 1965 e in seguito divise la sua attività tra l'insegnamento e la produzione letteraria.
Dal 1969 al 1982 fu direttore responsabile delle riviste romane L'Argine Letterario e Rapporti, nel cui comitato direttivo erano anche Giorgio Barberi Squarotti, Emerico Giachery, Giuliano Manacorda e Walter Mauro. Dal 1978 al 1999 la RAI ha trasmise serie di suoi sceneggiati di argomento storico-letterario nelle trasmissioni radiofoniche Il Paginone e Lampi dirette da Giuseppe Neri. 
Dal 1962 fino alla sua centrale opera di poesia Patmos (1995) la sua attività poetica è “testimonianza sul tempo che ci è toccato in sorte di vivere e sull'ambivalenza con cui lo viviamo” (Giuliano Manacorda ). Il romanzo I quattro camminanti (1991) narra la “vicenda corale di quattro fratelli emigranti in America… storie di ordinaria emigrazione che diventano emblemi di una condizione esistenziale” (Paolo Giordano)   attraverso “la destrutturazione del romanzo realistico” (Sebastiano Martelli).
Collaborò ad “America Oggi”.
Venne inserito negli USA in Vanderbilt Poetry Review, in seguito in Poetry, nel numero speciale dedicato alla poesia italiana, e in New Italian Poets; in Spagna nell'antologia Venticinco años de poesia en Italia (De la neoavanguardia a nuestros dias) pubblicata a Cordoba; in Francia nella rivista SUD pubblicata a Marsiglia nel numero monografico Poesie du XX siècle en Italie - Les Poetes de la Metamorphose. Nel 2001 compare nell'antologia curata da Emilio Coco El fuego y la brasas pubblicata a Madrid e nel 2010 in Antologìa de la Poesìa Italiana Contemporànea  uscita in Messico a Monterrey. Sue poesie sono state tradotte anche in Grecia e in Russia.

## Opere

### Poesia

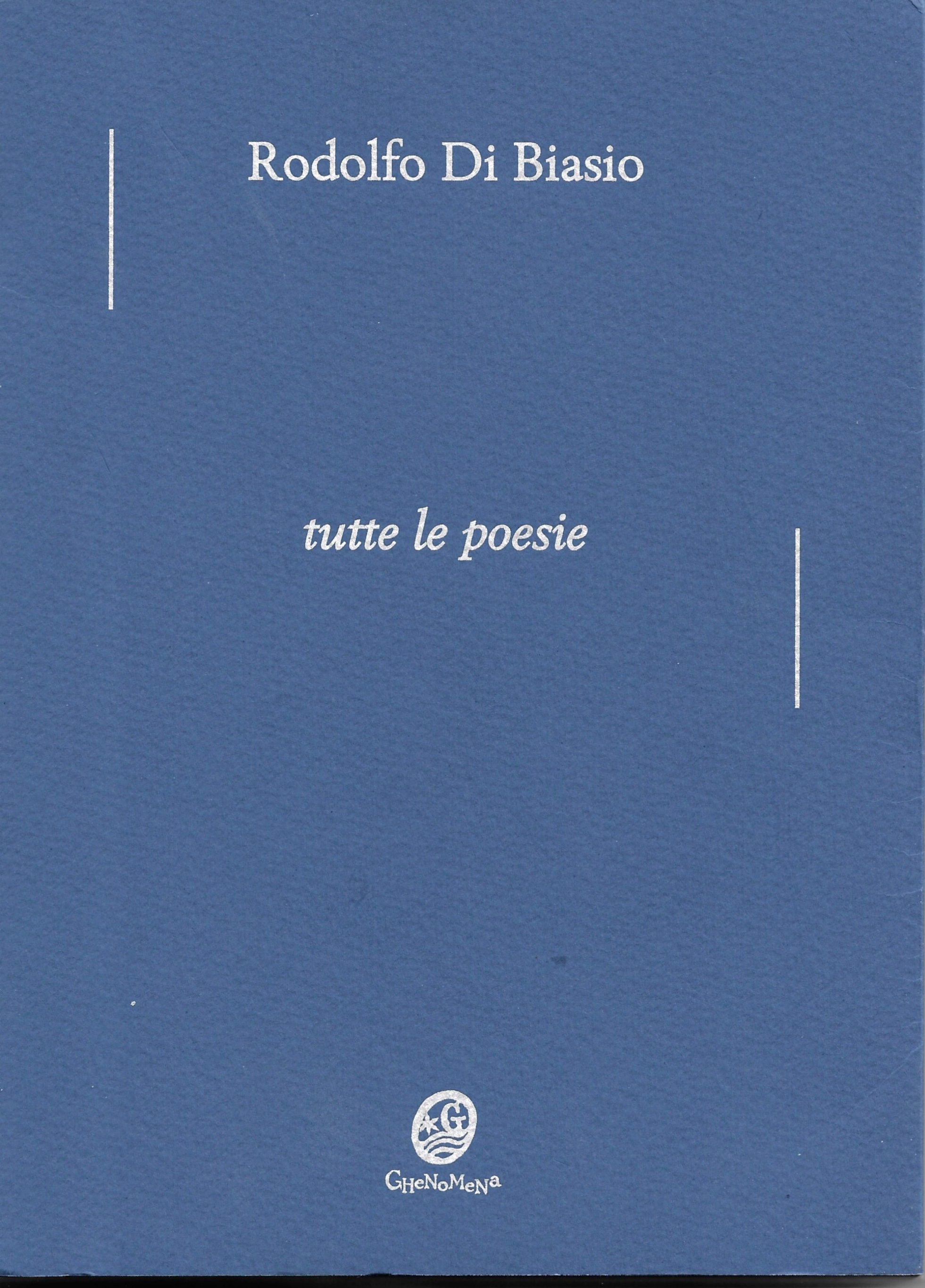
Book Cover "Tutte le poesie" R. Di Biasio 2021

- Niente è mutato, Rebellato Padova, 1962
- Poesie dalla terra, De Luca, Roma, 1972
- Le sorti tentate, Lacaita, Manduria, 1977
- I ritorni,  Roma, Stilb, 1986
- Patmos, Stamperia dell'Arancio, Grottammare, 1995 (prima edizione gennaio 1995; seconda edizione novembre 1995)
- Altre contingenze, Caramanica, Marina di Minturno, 1999
- Poemetti elementari, Il Labirinto, Roma, 2009
- Mute voci mute, Ghenomena, 2017
- Tutte le poesie, Ghenomena, 2021

### Narrativa
- Il pacco dall'America, Gremese, Roma, 1977
- La strega di Pasqua, Bastogi, Foggia, 1982
- I quattro camminanti, Sansoni, Firenze, 1991 (prima edizione luglio 1991; seconda edizione febbraio 1992), ristampato poi da Ghenomena Edizioni, Formia, 2009
- Niobe (racconto poetico), prima edizione bilingue (traduzione inglese di Barbara Carle), Ghenomena, 2022, pp. 60.

### Saggistica
- Giuseppe Bonaviri, “Il Castoro”, La Nuova Italia, Firenze, 1978

### Opere pubblicate all'estero
- Wayfarers four, traslated by Justin Vitiello, West Lafayette, IN, Bordighera Incorporated, USA 1998
- Patmos, edited by Barbara Carle, Stony Brook, New York, Gradiva Publications, USA 1998
- Altre contingenze/Other Contingencies, translated by Barbara Carle, Caramanica/ Gradiva Publications, USA, 2002
- Patmos, traduccion y nota de Emilio Coco in “Salinas”, Num.17, 2003
- Altre Contingenze/ Otras Contingencias, traduccion y prologo de Emilio Coco, Fugger Libros Sial Ediciones, Madrid, 2008.